# 周挺
周挺（1979年2月5日—），中国足球运动员，司职后卫，前中国国家足球队隊員。

## 职业生涯
1997年，周挺被大连青年队租借到甲B联赛球队深圳金鹏，次年回到大连却无法进入一线队名单，被俱乐部挂牌。他被前卫寰岛摘牌后不到两个月，球队就撤资，周挺也不得不返回了大连队。
1998年，原本已经联系好准备追随前大连主帅迟尚斌进入厦门蓝狮隊的周挺，却被卸任不久的前国足主帅戚务生抢先摘得，返回了已经被收购组建为云南红塔的原深圳金鹏队。
周挺在云南红塔凭借联赛中的表现，进入了国家队。但是2003年底，云南红塔被刚降级的重庆力帆收购，周挺并没有进入新成立的力帆，而是转会去了青岛贝莱特。巧合的是，重庆力帆俱乐部的前身正是六年前摘下周挺而又没有完成转会的前卫寰岛。
2005年转会去了深圳健力宝，一年后加盟北京国安。
2015年5月10日，2015赛季中超联赛第9轮长春亚泰与北京国安的比赛，周挺为国安打进的扳平球是时隔1320天后再度在中超赛场取得的进球，同时刷新了当时中超本土球员最大年龄球员的进球纪录——36岁零95天。
2017年初加盟大连一方足球队。
2018年9月1日，中超联赛第21轮，大连一方主场迎战山东鲁能。比赛进行到第35分钟，周挺得球突入禁区，往左侧摆脱了三人防守后，把球调整到左脚低射得分，帮助大连一方将领先优势扩大到两球，周挺以39岁的年龄再次刷新了当时中超进球最大年龄纪录。他在2019年12月1日也以40岁零299天创造了当时的中超最年长出场纪录。
2020年赛季，因球队以年轻球员为主，周挺未能入选名单。他在当年结束后，合同到期宣布退役，但在2022年5月复出，以43岁的年龄加盟新成立的中冠球队大连金石湾。

## 逸事
由于周挺犯规多，吃牌次数多，中国球迷将周挺与另外四名球员戏称为中国足球“五大恶人”，即“南秦升、北周挺、东戴琳、西柯钊、中望嵩”